# Zagrebparking
Zagrebparking jedna je od podružnica Zagrebačkog holdinga osnovana 1965. godine pod imenom Centar. Godine 1993. mijenja ime u Zagrebparking. Podružnica je Zagrebačkog holdinga od 2. siječnja 2007. godine. U djelokurugu podružnice nalaze se javna parkirališna mjesta, javne garaže i tzv. „pauk” služba.
Sredinom 1991. godine otvorena je prva javna garaža u Martićevoj ulici. Godine 2001. Zagrebparking među prvima je u svijetu pokrenuo mogućnost plaćanja parkiranja mobilnim telefonom, tri godine prije uvođenja ovog sustava u Ujedinjenomu Kraljevstvu. Od 2018. godine građanima je dostupna i mobilna aplikacija ZgPark.
Usluge ZagrebParkinga moguće je platiti putem ePK portal, mobilne aplikacije ZgPark, parkirališnih automata, kioska Tiska i iNovina, SMS-a te vanjskih aplikacija Aircash, bmove i KEKS Pay.

## Popis zona
- I. zona (gradske ulice)
  - I.1 zona (ulica na Gornjem gradu)
  - I.2 zona (Bundek)
- II. zona
  - II.1 zona (gradske ulice)
  - II.2 zona (Zagrebački velesajam-jug)
  - II.3 zona (bolnica Rebro)
  - II.4 zona (trenutno se ne koristi)
- III. zona (gradske ulice)
- IV. zona
  - IV.1 zona (terminal Dubrava, TC Ravnice, Velesajam-istok)
  - IV.2 zona (parkiralište Gredelj, parkiralište kod FER-a, izvanulični parking uz Radničku cestu)
- V. zona (Park & Ride, Park & Bike te Park & Hospital)[4]

## Vrste parkirališnih karata
- Satna parkirališna karta
  - Satna parkirališna karta omogućuje parkiranje na kraće vrijeme od 24 sata. Moguće je kupiti polusatnu kartu (samo u I. zoni), satnu ili višesatnu kartu.
  - U I. zoni moguće je kupiti najviše dva uzastopna sata parkiranja.
  - U zonama II.1 i II.2 mogu se kupiti do tri uzastopna sata parkiranja, dok je u zoni II.3 dostupna samo dnevna karta.
  - U zonama III., IV.1., IV.2. i V. mogu se kupiti satne, višesatne ili dnevne karte.[5]
- Komercijalna parkirališna karta
  - Komercijalna parkirališna karta je dugoročna karta koja se kupuje po komercijalnim cijenama, bez obzira na mjesto stanovanja korisnika.
  - U ponudi su tjedne, mjesečne i godišnje karte za I., II. i III. zonu te isključivo mjesečne karte za IV.1 i IV.2 zone.
  - Komercijalna karta vrijedi u zoni za koju je kupljena, kao i u nižim zonama. [6]
- Povlaštena parkirališna karta
  - Povlaštena parkirališna karta omogućuje parkiranje po povoljnijim cijenama za stanovnike, obrtnike i pravne osobe s prebivalištem ili sjedištem u određenoj zoni i pripadajućem ili susjednom bloku.
  - Ova karta vrijedi isključivo u zoni i bloku za koji je kupljena. Izvan te zone, potrebno je koristiti satnu, višesatnu ili komercijalnu kartu.[4]
- Dnevna parkirališna karta
  - Dnevna parkirališna karta vrijedi 24 sata. Također se izdaje za vozila koja prekorače dopušteno vrijeme parkiranja ili ne plate parkirališno mjesto.[7]
- Odobrenja za vozila osoba s invaliditetom
  - Vozila osoba s invaliditetom imaju pravo na posebnu parkirališnu kartu koja omogućuje do dva sata besplatnog parkiranja dnevno na svim javnim parkiralištima unutar zona naplate.[8]

## Blokovsko parkiranje
Parkirališni blok je dio parkirališne zone u kojem vrijede povlašteni uvjeti parkiranja za stanovnike i pravne osobe. Uvođenje parkirališnih blokova, planirano za 26. listopada 2024. godine, ima za cilj olakšati pronalaženje slobodnog parkirališnog mjesta, smanjiti korištenje automobila u centru grada te izjednačiti uvjete parkiranja između stanovnika Zagreba koji stanuju unutar i izvan parkirališne zone.
Umjesto dosadašnje mogućnosti povlaštenog parkiranja u cijeloj zoni i svim nižim zonama, uvođenjem 23 parkirališna bloka, stanovnici i pravne osobe će imati pravo po povoljnijim uvjetima parkirati vozilo unutar svoje zone i pripadajućeg ili susjednog bloka.

## Popis javnih garaža
- Javna garaža Gorica (370 parkirališnih mjesta)
- Javna garaža Langov trg (305 parkirališnih mjesta)
- Javna garaža Petrinjska (134 parkirališnih mjesta)
- Javna garaža Rebro (664 parkirališnih mjesta)
- Javna garaža Svetice (115 parkirališnih mjesta)
- Javna garaža Tuškanac (465 parkirališnih mjesta)
- Javna garaža Jelkovec 1 (205 parkirališnih mjesta)
- Javna garaža Jelkovec 2 (237 parkirališnih mjesta)
- Javna garaža Kvaternikov trg (354 parkirališnih mjesta)
- Javna garaža KB Sveti Duh (477 parkirališnih mjesta)
- Zatvoreno parkiralište Autobusni kolodvor (75 parkirališnih mjesta)[11]

## Premještanje vozila
Služba premještanja i blokiranja vozila („pauk” služba) u svom radu koristi specijalizirana vozila za premještanje nepropisno zaustavljenih ili parkiranih vozila.
Premještanje nepropisno zaustavljenih ili parkiranih vozila obavlja se prema nalogu:
- prometnog redara
- komunalnog redara
- policijskog službenika
- na zahtjev korisnika

Sva nepropisno parkirana vozila premještaju se na deponij koji se nalazi na lokaciji: Servisna cesta Istok II, Zagrebački velesajam.

## Zimska služba podružnice Zagrebparking
Zimska služba ima ključnu ulogu u održavanju prohodnosti javnih parkirališta u gradu Zagrebu tijekom zimskih mjeseci. Njihov zadatak je uklanjanje snijega s parkirališnih površina u što kraćem roku, prema unaprijed utvrđenim prioritetima. Ovim postupkom omogućava se nesmetano korištenje parkirališta, čime se osigurava sigurnost i udobnost građana i ostalih korisnika.

## Vanjske poveznice
- Službena web stranica Zagrebparking.hr
- Karta zona naplate s podjelom na blokove od 26. listopada 2024.
- Novi Opći uvjeti isporuke komunalne usluge parkiranja na uređenim javnim parkiralištima s naplatom od 26. listopada 2024. (Službeni glasnik Grada Zagreba, broj 38 od 18. listopada 2024.)
- Zaključak o popisu ulica po zonama i blokovima od 26. listopada 2024. (Službeni glasnik Grada Zagreba, broj 38 od 18. listopada 2024.)